# Elof Adolphson
Adolf Elof Valentin Adolphson, född  19 maj 1897 i Norrköping, död 27 november 1972 i Solna församling, var en svensk militärmusiker och kompositör.  
Adolphson verkade under sina sista år med körsång bland pensionärer i Solna. Han är begravd på Danderyds kyrkogård.
Han var bror till skådespelaren Edvin Adolphson och är far till sångerskan Mia Adolphson, Anna-Lena Adolphson, sångerska hos bland andra Kjell Lönnå, samt Claes Adolphson, datakonsult.

## Filmmusik
- 1932 – Modärna fruar